# Perfume of love
「Perfume of love」（パフューム・オブ・ラヴ）は、globeの16枚目のシングル。1998年10月7日にavex globeから発売された。

## 背景
「BRAND NEW globe 4 SINGLES」（シングル4作連続リリース）の第4弾として発売。
日本テレビ系ドラマ「P.A. プライベート・アクトレス」主題歌に起用された。小室哲哉は同作の劇伴も担当しており、サウンドトラックには「Perfume of love (WITH TK PIANO VERSION)」（バックトラックに小室のピアノ演奏を追加したバージョン）が収録されている。

## 制作
楽曲タイトルはマーク・パンサーが付けた。「Perfume」は「香水」ではなく「余韻」という意味を込めて付けて、「愛の余韻」というイメージを持たせた。小室は「そういうことがわかるようになってきたかな」とマークのセンスを褒めた。
作詞作業はマークが提出した歌詞を小室が添削した。AメロのKEIKOが歌うパートは小室がKEIKOやマークの目の前で書いた。
1番目の終わりのボーカルのメロディは、KEIKOが勝手に即興で歌ったのがその場で採用された。
KEIKOは「ドラマの内容を意識しすぎるのはよくない」という理由から、敢えてドラマの台本は全く読まずにキャスト・ドラマのキーワードだけを頭に入れて歌録りに臨んだ。「sweet heart」の歌録り時とは対照的に「荒っぽく、生々しく、感情的に歌う」様に心掛けた。

## ミュージック・ビデオ
「BRAND NEW globe 4 SINGLES」の4作品は一貫して『悪夢』をテーマにしたミュージック・ビデオ（MV）が制作されている。 本曲は『悪夢からの目覚め』がテーマとなっている。シチュエーションは「メンバーの3人がスーパーマーケットで再会して、一緒に歌う」形式がとられた。途中では「BRAND NEW globe 4 SINGLES」の過去3作のMVのワンシーンを逆再生したシーンが挿入されている。

## チャート成績
連続リリースされた4作品のうち、本作のみ1位を逃し最高2位となっている（1位は同週発売のL'Arc〜en〜Ciel「snow drop」）。
登場2週目の1998年10月26日付オリコンチャートで、「wanna Be A Dreammaker」(10位）「Sa Yo Na Ra」（7位）「sweet heart」（8位）本曲（3位）がチャートイン。同シングルチャート初の4作品同時トップ10入りを達成した。

## 収録曲
| 全作詞: 小室哲哉・MARC、全作曲・編曲: 小室哲哉。 |                                    |                  |            |      |
| #                                                | タイトル                           | 作詞             | 作曲・編曲 | 時間 |
| 1.                                               | 「Perfume of love (Straight Run)」 | 小室哲哉 ・ MARC | 小室哲哉   | 6:26 |
| 2.                                               | 「Perfume of love (Aromatic mix)」 | 小室哲哉 ・ MARC | 小室哲哉   | 7:28 |
| 3.                                               | 「Perfume of love (TV mix)」       | 小室哲哉 ・ MARC | 小室哲哉   | 6:26 |
| 合計時間:                                        | 合計時間:                          | 20:20            |            |      |

クレジット
- Produced : 小室哲哉
- Mixed, Remixed : Eddie Delena
- Additional productions (#2) : Gary Adante, Robert Arbittier

## 収録アルバム
Perfume of love
- Relation
- CRUISE RECORD 1995-2000
- globe decade -single history 1995-2004-
- 15YEARS -BEST HIT SELECTION-